# Ohenewa Akuffo
Ohenewa Akuffo (ur. 15 lutego 1979) – kanadyjska zapaśniczka ghańskiego pochodzenia. Olimpijka z Pekinu 2008, gdzie zajęła dziesiąte miejsce w kategorii do 72 kg.
Srebrna medalistka mistrzostw świata w 2010; brązowa w 2008; piąta w 2006; siódma w 2005. Srebro na igrzyskach panamerykańskich w 2003 i 2007. Trzy medale na mistrzostwach panamerykańskich, złoto w 2002 roku. Pierwsza w Pucharze Świata w 2006; druga w 2002 i 2004; czwarta w 2009 i 2010. Najlepsza na uniwersjadzie w 2005. Zwyciężyła na Igrzyskach Wspólnoty Narodów w 2010 roku.